# Leamaneh Castle
Leamaneh Castle er ruinen af en borg, der ligger i Leamaneh North, i sognet Kilnaboy, mellem landsbyerne Corofin og Kilfenora på grænsen til regionen kaldet the Burren i County Clare, Irland. Det består af et beboelsestårn fra 1400-tallet og en herregård fra 1600-tallet.